# Ågelsjön
Ågelsjön este o arie protejată (arie specială de conservare — SAC, sit de importanță comunitară — SCI, arie de protecție specială avifaunistică — SPA) din Suedia întinsă pe o suprafață de 264,4 ha, integral pe uscat.

## Localizare
Centrul sitului Ågelsjön este situat la coordonatele 58°40′57″N 16°06′00″E / 58.6824°N 16.1°E.

## Înființare
Situl Ågelsjön a fost declarat sit de importanță comunitară în aprilie 2003 pentru a proteja 1 specie de plante și 9 specii de animale. Alte tipuri de protecție:
- arie de protecție specială avifaunistică (în aprilie 2003)[2]
- arie specială de conservare (în martie 2011)[1][3][4]

## Biodiversitate
Situată în ecoregiunea boreală, aria protejată conține 7 habitate naturale: Taiga vestică, Mlaștini turboase de tranziție și turbării mișcătoare, Mlaștini împădurite, Pășuni din zone de pădure fino-scandinave, Păduri caducifoliate bătrâne naturale hemiboreale fino-scandinave (Quercus, Tilia, Acer, Fraxinus sau Ulmus) bogate în specii epifite, Pante stâncoase silicioase cu vegetație casmofită, Păduri fino-scandinave bogate în ierburi cu Picea abies.
La baza desemnării sitului se află mai multe specii protejate:
- plante (1): Buxbaumia viridis
- păsări (8): fluierar de munte (Actitis hypoleucos), cocoșul de mesteacăn (Bonasa bonasia), botgros (Coccothraustes coccothraustes), porumbel de scorbură (Columba oenas), ciocănitoare neagră (Dryocopus martius), cufundar polar (Gavia arctica), ciuvică (Glaucidium passerinum), vultur pescar (Pandion haliaetus)
- nevertebrate (1): Osmoderma eremita